# Empordà

Localisation de l'Empordà

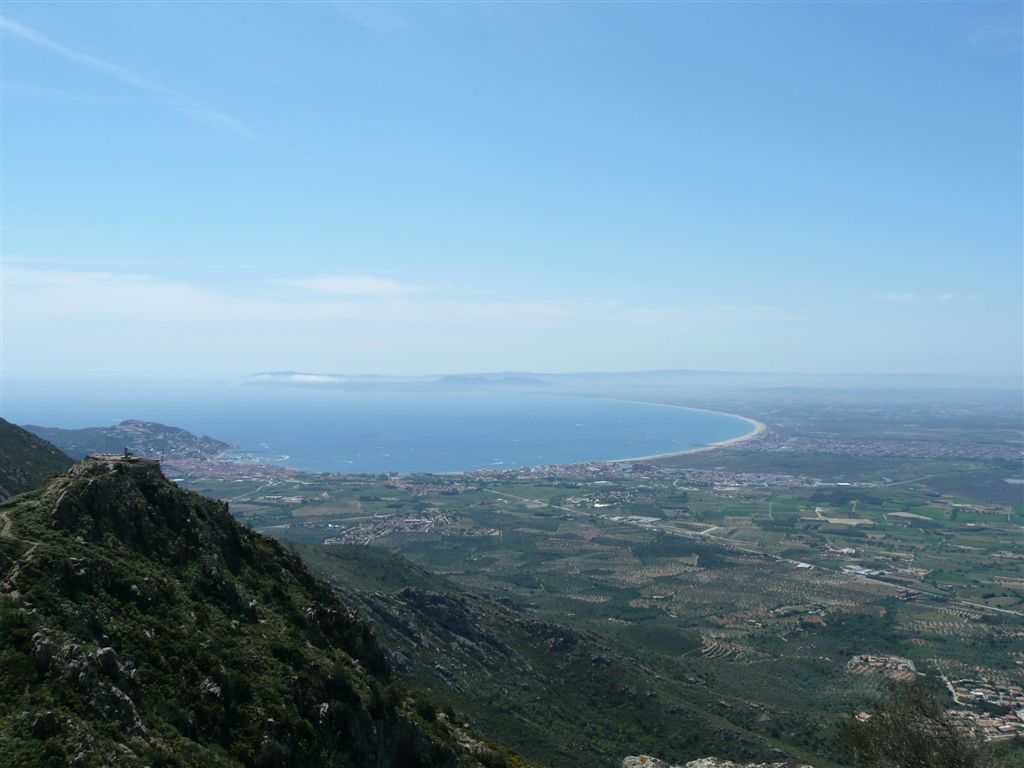
Plaine de l'Empordà et golfe de Roses depuis les Albères

Pour l’article homonyme, voir Empordà (homonymie).
L'Empordà (en castillan : Ampurdán ; en français : Ampourdan) est une région (ou comarque) catalane historique comprise entre le massif des Albères et les Gavarres, qui fut divisée en deux régions administratives dans la division de 1936, l'Alt Empordà et le Baix Empordà, ainsi qu'en une douzaine de communes limitrophes de cette zone, et disséminées entre les régions du Gironès et du Pla de l'Estany. 

## Toponymie
Le nom dérive du nom de la commune d'Empúries, elle-même construite sur une colonie gréco-romaine. Le site est nommé Ἐμπόριον Empórion en grec ancien puis Emporiae en latin et signifie « marchés, entrepôts ».

## Géographie
La limite nord de la plaine est formée par la partie la plus orientale de la chaîne des Pyrénées, le col du Perthus et le massif des Albères, pour se terminer dans la Méditerranée au cap de Creus. La limite sud est le massif des Gavarres, qui rejoint la Méditerranée entre les communes de Castell-Platja d'Aro et Palamós.
La ville de  Figueras est le principal noyau urbain, pôle économique et commercial de l'Empordà. Il a été désigné capitale de l'Alt Empordà alors que La Bisbal d'Empordà est devenu la capitale du Baix Empordà.
La capitale historique est Sant Martí d'Empúries puis  Castelló d'Empúries lorsque la zone est connue sous le nom de comté d'Empúries. Ce comté ayant également des possessions dans le Vallespir exerça une forte résistance aux Comté de Barcelone et à l'intégration à la Couronne d'Aragon. 
Cette résistance eu de curieux effets comme la déviation du cours du Ter et la construction inachevée du château de Montgris.

## Culture
La plaine fait l'objet de plusieurs œuvres tels qu'un poème homonyme de Joan Maragall, une sardane d'Enric Morera. La plaine est un lieu majeur du mouvement surréaliste notamment par la présence de Salvador Dalí qui s'inspire de la plaine dans plusieurs de ses toiles.

## Gastronomie
La gastronomie de l'Empordà est une cuisine de la mer et de la montagne, parfois considérée comme « réserve gastronomique de Catalogne », d'après les mots de Jame Fàbrega
Cette gastronomie est marquée par la diversité de ses apports : maritime d'abord, complété par des zones sèches, de forêt de montagne et de la chasse des marécages des deltas de fleuves Muga, Fluvià et Ter. Les éléments principaux sont le poisson, le porc, les charcuteries, la volaille et les légumes. L'affluence touristique a permis l'émergence de restaurants de notables qui ont contribué à la transformation de la cuisine traditionnelle vers d'autres formes de cuisines. Les plus notables d'entre-eux sont probablement ceux d'El Bulli de Ferran Adrià à Roses, primé au niveau mondial.

## Histoire
La région était habitée dès la préhistoire. De nombreuses grottes y ont servi de refuge à l'homme du Paléolithique inférieur et moyen dans le massif du Montgri, les plus célèbres portent le même nom : l'antre du duc, à Torroella de Montgrí et à Ullà (celle-ci menacée par une carrière). En outre, il existe des ensembles mégalithiques importants dans le massif des Gavarres ou dans le massif de l'Ardenya, parmi lesquels on remarque les dolmens de Fitor.
Les Grecs s'établirent tout à côté de la comarque actuelle, à Rhode au VIIIe siècle av. J.-C. et à Empúries au début du VIe siècle.
Les Ibères construisirent une des villes principales à Ullastret au VIe siècle av. J.-C., c'étaient les tribus des Indigetes. Mais avec l'arrivée des Romains  commença un processus de transformation dans le système d'occupation et d'exploitation économique du territoire, ce qui conduisit à l'abandon d'Ullastret au cours du IIe siècle av. J.-C.
Le Bas-Ampurdan fut romanisé comme tous les territoires de l'Empire, mais vinrent ensuite aux IIIe siècle et Ve siècle des invasions barbares qui ruinèrent  la région et réduisirent les noyaux urbains à peu de chose.
Alors qu'il reste de nombreux vestiges de la romanisation, il est difficile de reconnaître le passage des Wisigoths et des Arabes du fait que la proximité du royaume franc permit rapidement la création de quelques comtés indépendants régis par des seigneurs féodaux indépendants. En fait, l'invasion musulmane ne dura pas plus de soixante ans (714-785) et la vieille population hispano-gothique revint s'y installer.
La division administrative de l'empire carolingien répartit le territoire catalan conquis en comtés. Alors que le nord de la comarque et l'actuel Haut-Ampurdan étaient organisés autour du comté d'Empúries, le reste était constitué de fiefs ou de sous-fiefs relevant de l'évêché de Gérone, possesseur de vastes territoires, notamment dans le Bas-Ampurdan, ou de baronnies liées au comté ; le tout devint plus tard la façade maritime du comté de Gérone, depuis Begur jusqu'à San Felíu de Guixols. Les premiers arsenaux maritimes se trouvent dans l'Empordà au Xe siècle, et celui de Tortosa a été construit en 945 sur l'ordre d'Abd al-Rahman III .